# 石龙街道
石龙街道是中华人民共和国贵州省六盤水市水城区下辖的一个街道办事处。

## 行政区划
石龙街道下辖以下村级行政区划单位：
石桥社区、双龙社区、石龙村。